# Вятти
Вя́тти (фин. Vätti) — один из районов города Турку, входящий в округ Лянсикескус.

## Географическое положение
Район расположен к северу от центральной части Турку.

## Население
В 2004 году численность население района составляла 2990 человека, из которых дети моложе 15 лет — 11,30 %, а старше 65 лет — 30,60 %. Финским языком в качестве родного владели 95,45 %, шведским — 2,37 %, а другими языками — 2,17 % населения района.